# Orotylus mitis
Orotylus mitis là một loài tò vò trong họ Ichneumonidae.